# Hylarana tytleri
Espèce
Synonymes
- Hylorana tytleri Theobald, 1868
- Rana tytleri (Theobald, 1868)

Statut de conservation UICN

 LC  : Préoccupation mineure
Hylarana tytleri est une espèce d'amphibiens de la famille des Ranidae.

## Répartition
Cette espèce se rencontre :
- au Népal ;
- en Inde au Bengale-Occidental, en Assam, au Meghalaya, au Nagaland, au Mizoram, en Orissa et en Uttar Pradesh ;
- au Bangladesh.

Sa présence est incertaine au Bhoutan.

## Taxinomie
Cette espèce a été relevée de sa synonymie avec Rana erythraea par Ohler et Mallick en 2003, dans laquelle il avait été placé par Stoliczka en 1870.

## Étymologie
Cette espèce est nommée en l'honneur de Robert Christopher Tytler (1818-1872).

## Publication originale
- Theobald, 1868 : Catalogue of reptiles in the Museum of the Asiatic Society of Bengal. Journal of the Asiatic Society of Bengal, vol. 37, p. 7-88 (texte intégral).